# Maksym Chvorost
Maksym Volodymyrovyč Chvorost (* 15. července 1982 Charkov, Sovětský svaz) je ukrajinský sportovní šermíř, který se specializuje na šerm kordem. Ukrajinu reprezentuje od počátku nového tisíciletí. V roce 2004 a 2008 se účastnil olympijských her v soutěži jednotlivců a soutěži družstev. Je stabilním článkem silného ukrajinského družstva kordistů, se kterým bojuje pravidelně o medaile. S ukrajinským družstvem získal v roce 2015 titul mistra světa a v roce 2001 titul mistra Evropy.